# (9626) Stanley
(9626) Stanley (1993 JF1) – planetoida z pasa głównego asteroid okrążająca Słońce w ciągu 3,75 lat w średniej odległości 2,41 j.a. Odkryta 14 maja 1993 roku.